# Toby Stafford
John Tobias „Toby“ Stafford, J. T. Stafford zitiert, (* 2. Juni 1951 in Oxford) ist ein britischer Mathematiker, der sich mit Algebra befasst. Er ist Professor an der Manchester University.

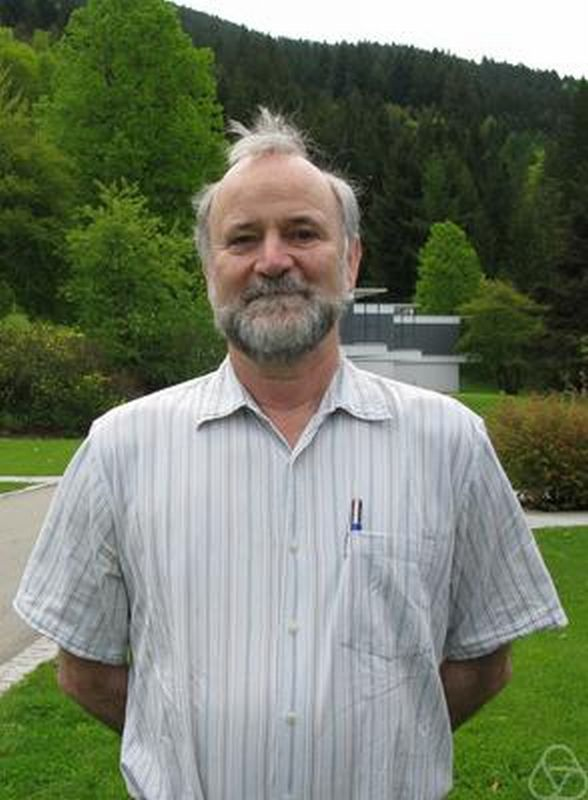
Toby Stafford, Oberwolfach 2010

Stafford studierte an der Universität Cambridge mit dem Bachelor-Abschluss 1972 und dem Master-Abschluss 1976 und wurde 1976 an der University of Leeds bei James Christopher Robson promoviert (Stable Structure of Noncommutative Noetherian Rings). 1976 bis 1989 war er NATO Research Fellow an der Brandeis University und 1978 bis 1982 war er Research Fellow am Gaius and Gonville College in Cambridge. 1982 wurde er Lecturer, 1985 Reader und 1988 Professor an der University of Leeds und 1989 Professor an der University of Michigan in Ann Arbor. Seit 2007 ist er Professor an der Manchester University.
Stafford befasst sich mit nichtkommutativer algebraischer Geometrie. Mit Artin und Stafford klassifizierte er nichtkommutative projektive Kurven, das heißt nichtkommutative graduierte Ringe mit quadratischem Wachstum (Gelfand-Kirillov-Dimension 2). Die Klassifikation nichtkommutativer Flächen (nichtkommutativer graduierter Ringe mit kubischem Wachstum) ist ein offenes Problem, in dessen Umfeld Stafford arbeitet. Stafford befasst sich auch mit Ringen von Differentialoperatoren, zum Beispiel Weyl-Algebren, und Cherednik-Algebren.
Stafford ist Fellow der American Mathematical Society (2013). 2007 erhielt er den Wolfson Merit Research Award der Royal Society und 1980 den Whitehead-Preis. 2002 war er Invited Speaker auf dem Internationalen Mathematikerkongress in Peking (Noncommutative Projective Geometry).
Ab 1988 war er Herausgeber des Journal of Algebra, 1993 bis 1996 im Herausgeber-Gremium von Contemporary Mathematics und 1987 bis 1998 war er im Herausgebergremium der London Mathematical Society.
Zu seinen Doktoranden gehört Daniel Rogalski.

## Schriften
- mit Michael Artin Noncommutative graded domains with quadratic growth, Inventiones Mathematicae, 122, 1995, 231–276, Online
- mit Michael Artin Semiprime graded algebras of dimension 2, Journal of Algebra, 227, 2000, 68–123
- mit Daniel Rogalski Naive Noncommutative blowups at zero dimensional schemes, J. Algebra, 318, 2007, 794–833
- mit Michel Van den Bergh Noncommutative resolutions and rational singularities, Michigan Math. J., 57, 2008, 659–674
- mit M. Van den Bergh Noncommutative curves and noncommutative surfaces, Bulletin AMS, 38, 2001, 171–216, Online
- mit T. Levasseur Rings of differential operators on classical rings of invariants, Memoirs of the American Mathematical Society 412, 1989